# Gynandromorphus guamensis
Gynandromorphus guamensis là một loài bọ cánh cứng trong họ Cerambycidae.